# Onthophagus flexifrons
Onthophagus flexifrons là một loài bọ cánh cứng trong họ Bọ hung (Scarabaeidae).